# Schulstraße 1 (Gützkow)

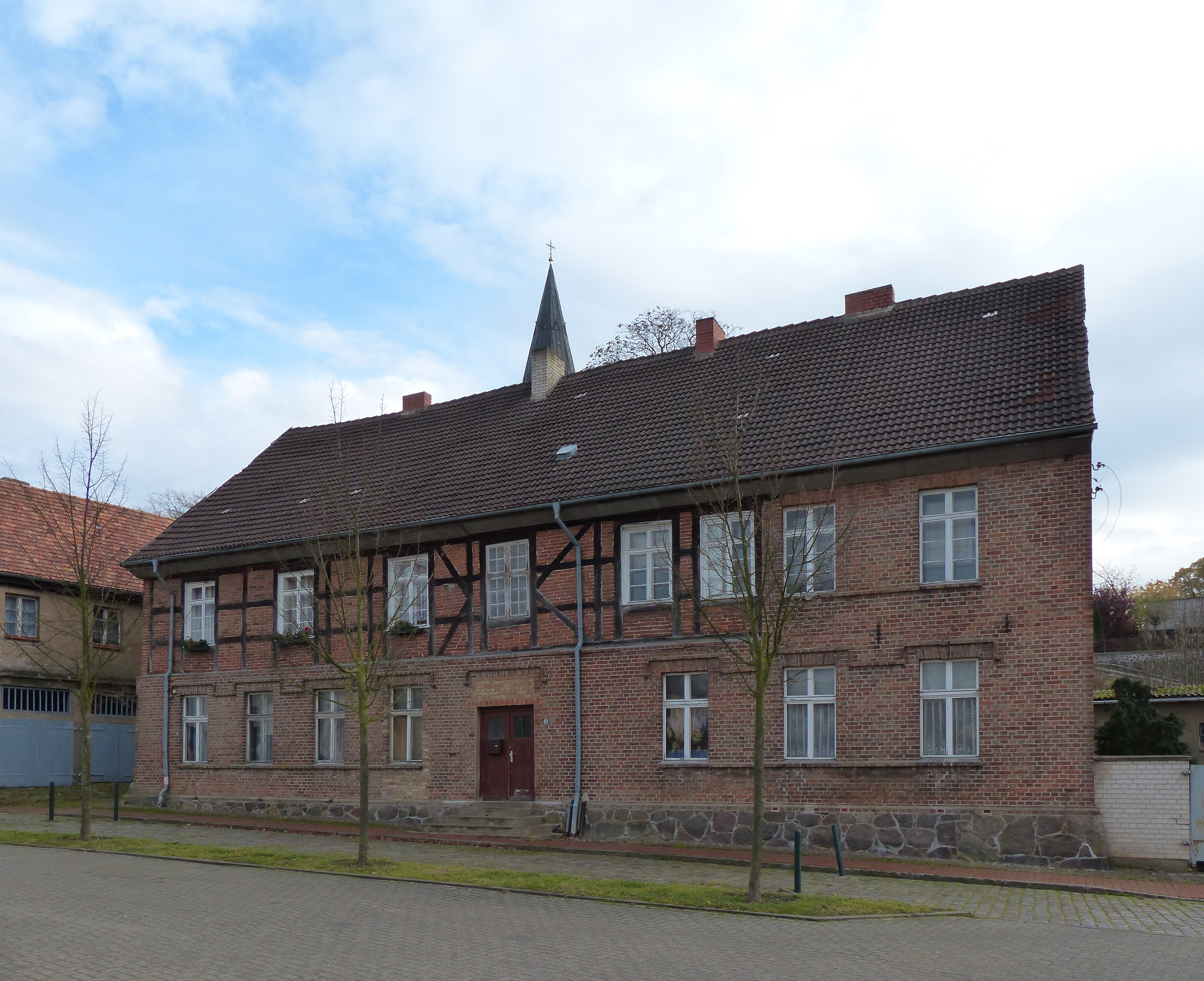
Schulstraße 1, Nordseite

Die Alte Schule Schulstraße 1 in Gützkow (Mecklenburg-Vorpommern) stammt von 1832 und ist heute ein Wohnhaus.
Das Gebäude steht unter Denkmalschutz.

## Geschichte
Die Stadt Gützkow mit 2967 Einwohnern (2020) wurde 1128 erstmals als Gozgaugia erwähnt und erhielt 1301 das Stadtrecht (civitas).
Das zweigeschossige, sanierte Fachwerkgebäude von 1832 mit dem Sockel aus Feldsteinen und den Ausfachungen aus Steinen war eine Schule. Das Haus wurde mehrmals baulich verändert und erweitert und 1932 als Schule geschlossen. Umgebaut zum Wohnhaus – überwiegend als Armenhaus – war es von 1939 bis 1945 Kaserne für Zwangsarbeiter, danach wieder ein 1978 saniertes Wohnhaus.
Heute wird in der Peenetal-Schule (Grundschule) und dem Schlossgymnasium Gützkow (seit 1991) unterrichtet. Die Schulstraße wurde 1995 im Rahmen der Städtebauförderung saniert.